# Thalictrum foliolosum
Thalictrum foliolosum är en ranunkelväxtart som beskrevs av Dc.. Thalictrum foliolosum ingår i släktet rutor, och familjen ranunkelväxter. Inga underarter finns listade i Catalogue of Life.